# Coeligena eos
El inca alirrufo o colibrí inca alirrufo (Coeligena eos) es una especie de ave apodiforme de la familia Trochilidae (los colibríes) perteneciente al numeroso género Coeligena. Es endémico de los Andes del oeste de Venezuela.

## Distribución y hábitat
Su distribución se restringe a los Andes del oeste de Venezuela, desde el suroeste de Lara hasta Táchira, donde es considerado localmente común en sus hábitats naturales: los bosques húmedos de montaña y lindes boscosas de las estribaciones andinas en altitudes entre los 1400 y los 3200 m. Durante la época de lluvias (de mayo a  junio) realizan un movimiento migratorio hacia los territorios norteños. También puede ser encontrado en bosques pigmeos y terrenos abiertos con vegetación dispersa.

## Descripción
Es bastante similar al inca ventridorado (Coeligena bonapartei), aunque ligeramente más grande y pesado y con un pico más corto. Su plumaje es de color bronce dorado, con una cola de color rojizo, al igual que sus plumas alares secundarias.

## Comportamiento
Es una especie hiperactiva, que vuela continuamente de una flor a otra buscando néctar, siguiendo una ruta fija y ejerciendo de ese modo una labor de patrulla de su área de forrajeo. Ocasionalmente se alimenta de insectos voladores, a menudo mezclándose y formando bandos con otras especies de aves insectívoras. Del mismo modo suele unirse a bandos de aves para colaborar en el acoso a pequeñas rapaces nocturnas (uno de sus principales depredadores).

## Sistemática

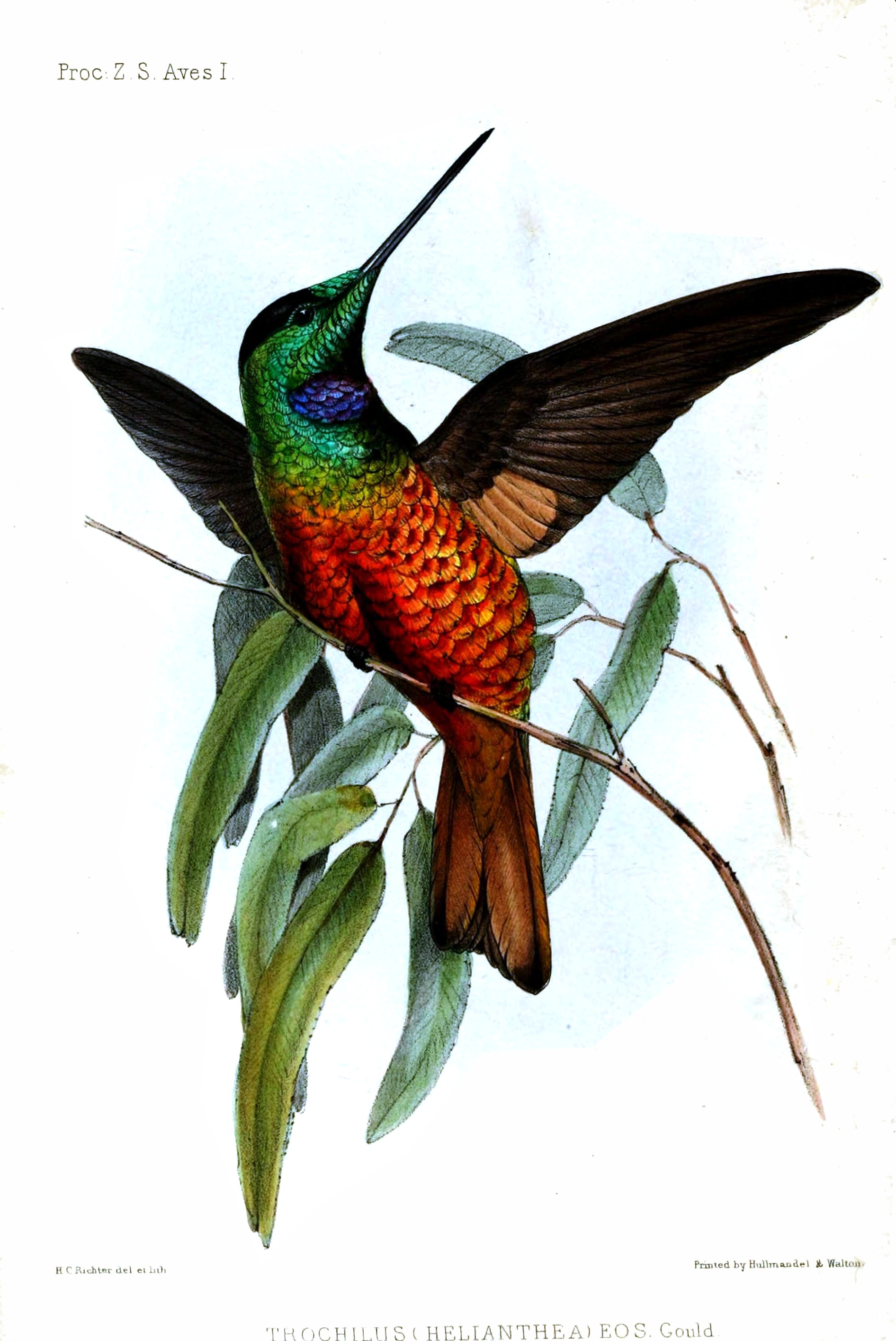
Trochilus (Helianthea) eos, sinónimo de Coeligena eos, ilustración de Richter en Proceedings of the Zoological Society of London, 1849.

### Descripción original
La especie C. eos fue descrita por primera vez por el ornitólogo británico John Gould en 1848 bajo el nombre científico Helianthea eos; su localidad tipo es: «tierras altas de Nueva Granada (error) y Venezuela».

### Etimología
El nombre genérico femenino «Coeligena» deriva del nombre específico Ornismya coeligena cuyo epíteto proviene del latín moderno «coeligenus» que significa ‘celestial’, ‘nacido en el cielo’; y el nombre de la especie «eos», en griego «eōs» que significa ‘amanecer’.

### Taxonomía
Las presente especie y también Coeligena consita fueron tradicionalmente tratadas como subespecies de Coeligena bonapartei, pero fueron elevadas por algunos autores a especies plenas con base en significativas diferencias morfológicas, principalmente de plumaje, lo que fue posteriormente seguido por las principales clasificaciones. Sin embargo, el Comité de Clasificación de Sudamérica (SACC), en la Propuesta No 139 rechazó la elevación de C. eos debido a la falta de evidencias significativas.
Es monotípica.